# Емілі Ратаковскі
Емілі О'Гара Ратаковскі (англ. Emily O'Hara Ratajkowski; нар. 7 червня 1991) — американська модель та акторка польсько-єврейського походження.

## Життєпис
Народилася 7 червня 1991 року у Лондоні (Велика Британія) в американській сім'ї. Батько — художник, поляк за національністю. Мати — професор і письменниця, єврейка за національністю. Росла в місті Енсінітас в Каліфорнії, потім у багатьох частинах Європи — довгий час прожила в Бантрі в Ірландії і на Мальорці в Іспанії.
У дитинстві мріяла стати актрисою. Грала в кількох спектаклях. Одночасно ходила на всілякі проби і кастинги. Вже у віці 14 років вона підписала контракт з модельним агентством Ford models. Поєднувала навчання в школі в Сан-Дієго (Каліфорнія) з роботою моделі в Лос-Анджелесі. Провчилася рік в Каліфорнійському університеті в Лос-Анджелесі, вивчаючи образотворче мистецтво, після чого вирішила повністю присвятити себе модельній кар'єрі. Після укладення контракту з Ford Models Емілі Ратаковскі працювала з брендами одягу Forever 21 і Nordstrom, але здобула популярність в модельному бізнесі після знімання декількох фотосесій з фотографом Тоні Дюраном.
У 2009—2010 році грала роль Таші в серіалі «iCarly» на телеканалі Nickelodeon. У серпні 2012 року Емілі Ратаковскі знялася разом з Сарою Джин Андервуд в рекламі мережі фастфуду Carl's Jr. У 2013 році знялася в двох музичних кліпах — «Blurred Lines» Робіна Тіка і «Love Somebody» Maroon 5. Зйомка топлес в «Blurred Lines» принесла їй велику популярність. YouTube спочатку заборонив відверту версію кліпу, але пізніше повернув її. Крім цього, модель оголилася і для календаря Sports Illustrated. За версіями модних видань Емілі не раз називали новим секс-символом і найбажанішою дівчиною 2014 року. Працювала з такими фотографами як Тоні Келлі, з яким вона знялася для обкладинки турецького GQ.
2014 року, продовжуючи акторську кар'єру, вона зіграла другорядну роль в кінофільмі «Загублена». У 2015 році вона з'явилася в драмі «128 ударів серця». Її партнером на майданчику став актор Зак Ефрон.
У 2014—2018 роках зустрічалася з музикантом Джеффом Мегідом.
23 лютого 2018 року одружилася з кінопродюсером та актором Себастьяном Бір-Макклардом, з яким зустрічалася кілька тижнів. 8 березня 2021 року в пари народився син Сильвестр Аполло. Сім'я мешкала в районі НоГо (Мангеттен) та в Лос-Анджелесі. У липні 2022 року звинуватила Бір-Маккларда у зраді і пішла від нього, у вересні подала на розлучення. У жовтні 2022 розкритикувала рух MeToo.

## Фільмографія

### Фільми
| Рік  | Українська назва      | Оригінальна назва   | Роль               | Примітки        |
| ---- | --------------------- | ------------------- | ------------------ | --------------- |
| 2004 | Зміна Ендрю           | Andrew's Alteration | юна дівчина        | короткометражка |
| 2005 | Рік і день            | A Year and a Day    | дівчина            |                 |
| 2014 | Загублена             | Gone Girl           | Енді Фіджеральд    |                 |
| 2015 | Антураж               | Entourage           | сама себе          |                 |
| 2015 | 128 ударів серця      | We Are Your Friends | Софі               |                 |
| 2017 | Круїз                 | Cruise              | Джессіка Вайнтрауб |                 |
| 2018 | Красуня на всю голову | I Feel Pretty       | Меллорі            |                 |
| 2018 | Наосліп               | In Darkness         | Вероніка           |                 |
| 2019 | Мистецтво обману      | Lying and Stealing  | Еліз               |                 |

### Телесеріали
| Рік     | Українська назва             | Оригінальна назва             | Роль              | Примітки                              |
| ------- | ---------------------------- | ----------------------------- | ----------------- | ------------------------------------- |
| 2009–10 | Ай-Карлі                     | iCarly                        | Таша              | серії: «iSpeed Date», «iEnrage Gibby» |
| 2015    |                              | The Spoils Before Dying       | агент Дей         | 3 серії                               |
| 2016    |                              | Easy                          | Еллісон Лізовська | серія: «Art and Life»                 |
| 2023    | Всесвітня історія, частина 2 | History of the World, Part II | Марія Магдалина   | серія: «VIII»                         |

### Музичні кліпи
| Рік  | Назва           | Виконавець                            |
| ---- | --------------- | ------------------------------------- |
| 2012 | «Fast Car»      | Тайо Круз                             |
| 2013 | «Blurred Lines» | Робін Тік ft. T.I. та Фаррелл Вільямс |
| 2013 | «Love Somebody» | Maroon 5                              |
| 2016 | «Неделимые»     | Діма Білан                            |
| 2024 | «I Know ?»      | Travis Scott                          |